# Cajatambo
A cidade peruana de Cajatambo é a capital da Província de Cajatambo, situada no Departamento de Lima, pertencente a Região de Lima, na zona central do Peru.